# Біла тінь (фільм, 1979)
«Біла тінь» — радянський художній фільм 1979 року, знятий режисерами Євгеном Хринюком і Оксаною Лисенко на Кіностудії ім. О. Довженка.

## Сюжет
За мотивами однойменного роману Юрія Мушкетика. Лабораторія на чолі з професором Марченком другий рік працює над проблемою фотосинтезу. Робота захоплює весь колектив — кожен новий результат підтверджує правильність теорії керівника. Вчений Борозна, впевнений у помилкових пошуках свого колеги, дає зрозуміти лікареві, що варто зупинитися і подивитися на результати більш критично.

## У ролях
- Євген Лисенко — Дмитро Марченко
- Всеволод Шиловський — Візир
- Ірина Терешенкова — Ірина Михайлівна
- Олександра Турган — Неля
- Володимир Тюкін — Віктор Борозна
- Леонід Яновський — Головко
- Здислав Стомма — Корецький
- Ірина Буніна — Ліпеха
- Людмила Лобза — Хорол
- В'ячеслав Сланко — Бабенко
- Ігор Шкурін — Юлій
- П. Кисляк — епізод
- Богдан Жолдак — епізод
- М. Залевський — епізод
- Людмила Кузьміна — епізод
- Галина Калашникова — епізод
- М. Євтушок — епізод
- О. Островерхова — епізод
- Людмила Оскрет — епізод
- Л. Парандюк — епізод
- Е. Сілаєва — епізод
- Є. Фельдшерова — епізод
- Оксана Григорович — епізод
- А. Малишев — епізод
- В. Кузнецов — епізод

## Знімальна група
- Режисери — Євген Хринюк, Оксана Лисенко
- Сценаристи — Юрій Мушкетик, Євген Хринюк
- Оператор — Борис Березка
- Композитор — Микола Каретников
- Художник — Анатолій Добролежа